# Кемер (Актюбинская область)
Кемер (каз. Кемер) — село в Уилском районе Актюбинской области Казахстана. Административный центр Саралжинского сельского округа. Код КАТО — 155245100.

## Население
В 1999 году население села составляло 1290 человек (676 мужчин и 614 женщин). По данным переписи 2009 года, в селе проживало 1045 человек (536 мужчин и 509 женщин).